# Juan de Albornoz
Juan de Albornoz (m. 28 de octubre de 1389) fue el VII señor de Albornoz y III señor del Infantado de Huete. Hijo de Gómez García de Albornoz, VI señor de Albornoz, y de Constanza Manuel, II señora del Infantado, hija de Sancho Manuel de Villena y  nieta del infante Don Juan Manuel. Casado con Constanza de Castilla, hija bastarda del infante Tello.

## Biografía
Heredó el mayorazgo de su padre a la muerte de este en 1380 y en 1385 el de su tío paterno, Álvar García de Albornoz el Mozo. Entre sus cargos, destaca el de copero mayor del rey Juan I. En su testamento dispuso que sus mayorazgos los heredarían sus descendientes, anteponiendo la primogenitura y la línea masculina, además que tendrían que portar su apellido y sus armas; de no ser así, heredaría su hermano ilegítimo Garci Álvarez de Albornoz y sus descendientes; si su hermano no tuviera descendencia, heredaría don Álvaro de Luna y sus descendientes.
Falleció en 1389 y recibió sepultura en la Capilla de los Caballeros —de los Carrillo de Albornoz,— en la Catedral de Cuenca, donde había fundado varias capellanías.

## Matrimonio y descendencia
De su matrimonio con Constanza de Castilla tuvo a:
- María de Albornoz, VIII señora de Albornoz[2] y IV señora del Infantado, esposa de Enrique de Villena, conde de Tineo y Cangas, maestre de la Orden de Calatrava.[2]
- Beatriz de Albornoz, «la Ricahembra» (n. c. 1389), hija póstuma,[6] señora de Requena, Moya, Utiel, Beteta y Torralba, casada con su primo hermano Diego Hurtado de Mendoza, I señor de Cañete[7] e hijo de Juan Hurtado de Mendoza, mayordomo mayor del rey Enrique III,[8] y de su esposa María de Castilla, tía de Beatriz como hermana de su madre Constanza.